# Pausa (laboral)

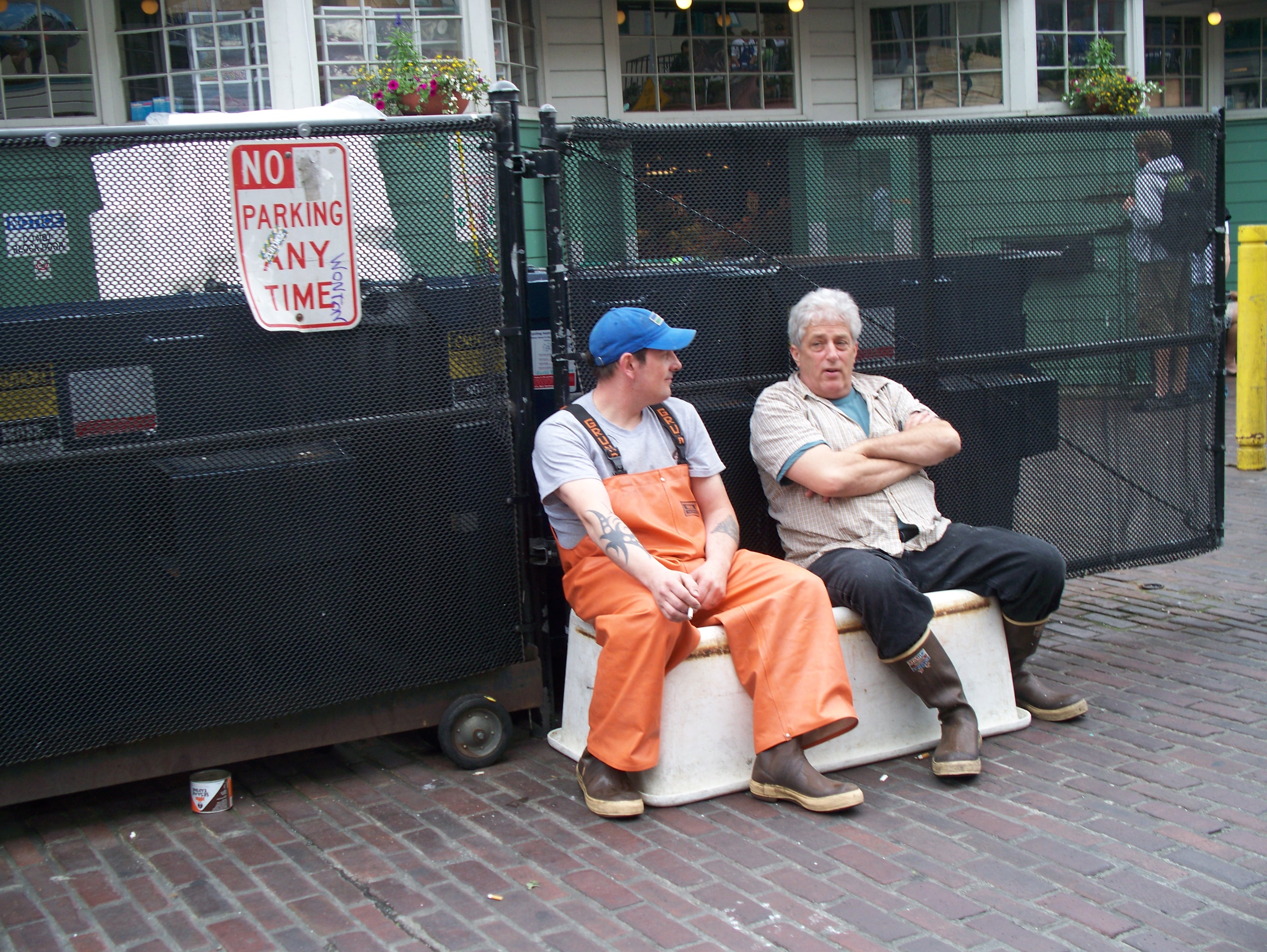
Dos hombres durante una pausa en su jornada laboral.

Una pausa en el trabajo es un período de tiempo durante el turno de un empleado en el que se le permite no realizar actividad laboral. Es un tipo de tiempo de inactividad. Existen distintos tipos de pausas y, dependiendo de su duración y de las directrices del empleador,  pueden ser remuneradas o no. Aunque estos períodos también pueden llamarse "descansos", la palabra "pausa" lleva implícita la idea de que el trabajo se retomará tras un espacio de tiempo relativamente breve.
Las pausas para comer, tomar té, tomar café o almorzar suelen durar entre 10 minutos y una hora. Su finalidad es permitir al trabajador ingerir alimento o líquido, de manera que su organismo no pierda fuerza ni disminuya su atención. No es raro que esta pausa no sea remunerada y que la jornada laboral completa, de principio a fin, sea más larga que el número de horas pagadas para poder dar cabida a este tiempo.

## Normativa sobre las pausas

### Finlandia
En Finlandia, las pausas en el trabajo están garantizadas tanto por la Ley de Horas de Trabajo como por los convenios colectivos. Los lugares de trabajo con convenios colectivos pueden aplicar pausas diferentes de las establecidas por la Ley de Horas de Trabajo. Según la Ley de Horas de Trabajo, los trabajadores que trabajan 6 o más horas al día tienen derecho a una pausa de 1 hora como mínimo. Un trabajador puede llegar a un acuerdo con su empleador para tomarse una pausa más corta, pero aun así no puede ser inferior a 30 minutos. Durante las pausas los trabajadores son libres de abandonar sus lugares de trabajo. A las personas que trabajen más de 10 horas en un solo día se les debe conceder una pausa de 30 minutos después de las primeras 8 horas. 

### Francia
En Francia, los trabajadores adultos tienen derecho a una pausa de 20 minutos por cada 6 horas trabajadas. Mediante convenios colectivos se podrán establecer pausas más largas. A los trabajadores se les permite abandonar sus lugares de trabajo durante sus descansos. 

### Japón
En Japón, los trabajadores tienen derecho a una pausa de 45 minutos por cada 6 horas trabajadas y a 1 hora por cada 8 horas trabajadas. 

### Países Bajos
En los Países Bajos, la Ley de Horas de Trabajo concede a los trabajadores 30 minutos de pausa no remunerada si trabajan más de 5,5 horas, que también pueden disfrutarse en 2 períodos de 15 minutos. A los trabajadores se les concede una pausa de 45 minutos si trabajan más de 10 horas, que también pueden tomarse en intervalos de 15 minutos. Se podrán establecer descansos más largos mediante convenios colectivos. 

### Noruega
En Noruega, los trabajadores tienen derecho a una pausa laboral si trabajan 5,5 horas. Por cada 8 horas, un trabajador tiene derecho a una pausa de 30 minutos. Si el lugar de trabajo no dispone de sala de descanso, la pausa deberá ser remunerada. Si un trabajador trabaja más de 2 horas después de su horario regular, tiene derecho a una pausa remunerada de 30 minutos.

### Suecia
En Suecia, la Ley de Horas de Trabajo concede a los trabajadores el derecho a una pausa cada 5 horas. Se permiten excepciones a esta ley si emanan de un convenio colectivo aprobado por un sindicato. A los trabajadores se les permite abandonar sus lugares de trabajo durante estas pausas. 

### Reino Unido
En el Reino Unido, de acuerdo con el Reglamento sobre el tiempo de trabajo de 1998, toda persona que trabaje al menos 6 horas al día tiene derecho a una pausa de al menos 20 minutos.

### Estados Unidos
La normativa moderna estadounidense sobre las pausas se deriva de las leyes laborales aprobadas entre 1935 y 1974. Fue durante este tiempo que los empleos en los EE. UU. se modernizaron y surgió el deseo del país por estas leyes. En 1938 se aprobó la Ley de Normas Laborales Justas para proteger a los empleados de los abusos que se habían vuelto comunes durante la Gran Depresión. En esa época no era raro que las empresas obligaran a sus empleados a trabajar durante largas horas sin pausas y les pagaran salarios minúsculos. Cuando finalmente se establecieron los requisitos de la Ley de Normas Laborales Justas en 1945, tales abusos fueron prohibidos.
Según un estudio, en Estados Unidos el tiempo que la gente dedica a la hora del almuerzo se está reduciendo, por lo que el término "hora del almuerzo" es un nombre inapropiado (ya no es una hora, ni se le aproxima). Algunos empleadores solicitan que el almuerzo se tome directamente en el puesto de trabajo o no ofrecen pausas para el almuerzo en absoluto. Muchos empleados toman pausas para almorzar más cortas con la finalidad de competir con otros empleados por una mejor posición y demostrar su productividad. 
A partir de 2017, 26 estados de los Estados Unidos no tienen leyes sobre pausas laborales, como Texas y Florida. El estado de California requiere que se concedan a los empleados pausas para comer y descansar; en Nueva York, hay que dar a los trabajadores pausas para comer, pero no es obligatorio dárselas para descansar. 
En algunos estados de EE. UU., como California, las pausas para comer son obligatorias por ley. Pueden ser elevadas las sanciones a las empresas que no cuenten con personal adecuado en sus instalaciones para que todos los empleados puedan rotar durante sus pausas obligatorias. Por ejemplo, el 16 de abril de 2007, la Corte Suprema de California confirmó por unanimidad una sentencia de un tribunal de primera instancia que requería que Kenneth Cole Productions pagara una hora adicional de salario por cada día que un gerente de tienda se había visto obligado a trabajar un turno de 9 horas sin disfrutar de ninguna pausa. El 12 de abril de 2012, la Corte Suprema de California emitió su esperada opinión en el caso Brinker Restaurant Corp., et al. v. Superior Court, que abordó una serie de cuestiones objeto de repetidos litigios en ese estado durante muchos años. Esta Corte Suprema dictaminó que los empleadores cumplen con su obligación según la Sección 512 del Código Laboral de California de "proporcionar" pausas para la comida a los empleados no exentos (1) relevándolos de todas sus funciones durante ese tiempo; (2) renunciando al control sobre sus actividades y permitiéndoles una oportunidad razonable de tomar una pausa ininterrumpida de 30 minutos; y (3) no impidiéndoles ni desalentándolos de hacerlo. 
Es importante destacar que el tribunal estuvo de acuerdo en que los empleadores no están obligados a "vigilar" estas pausas para comer con el objeto de garantizar que no se realice ningún trabajo. Incluso si un empleado elige trabajar durante un período de comida debidamente proporcionado, un empleador no será responsable de ningún pago adicional y solo será responsable de pagar el tiempo trabajado durante un período de comida siempre que el empleador supiera o razonablemente debería haber sabido que el empleado estaba trabajando durante el período de comida.

## Pausas para ir al baño
Se trata de una pausa breve que permite al empleado usar el baño o el inodoro y que generalmente dura menos de 10 minutos. Muchos empleadores esperan que sea durante las pausas y almuerzos programados regularmente que sus empleados vayan al baño. Sin embargo, negar a los empleados el derecho a utilizar los servicios cuando lo consideren necesario podría afectar negativamente a la higiene en el lugar de trabajo y a la salud de los trabajadores, y podría crear problemas legales por estas y otras razones.
Los empleadores y compañeros de trabajo a menudo desaprueban a los empleados que toman demasiados de estos descansos, y esto podría ser motivo de una disciplina progresiva que puede ir desde una advertencia por escrito hasta el despido. Sin embargo, en la actualidad, los descansos para ir al baño generalmente son aceptados y los empleadores no los controlan.

## Pausa para el café
En Estados Unidos y otros lugares, una pausa para el café es una breve pausa a media mañana que se concede a los empleados en empresas e industrias y que corresponde a los términos de la Commonwealth "elevenses", "smoko" (en Australia ), "morning tea", "tea break" o incluso simplemente "tea". Dependiendo de los países y las empresas, a veces también existe por la tarde una pausa para el café o el té de la tarde.

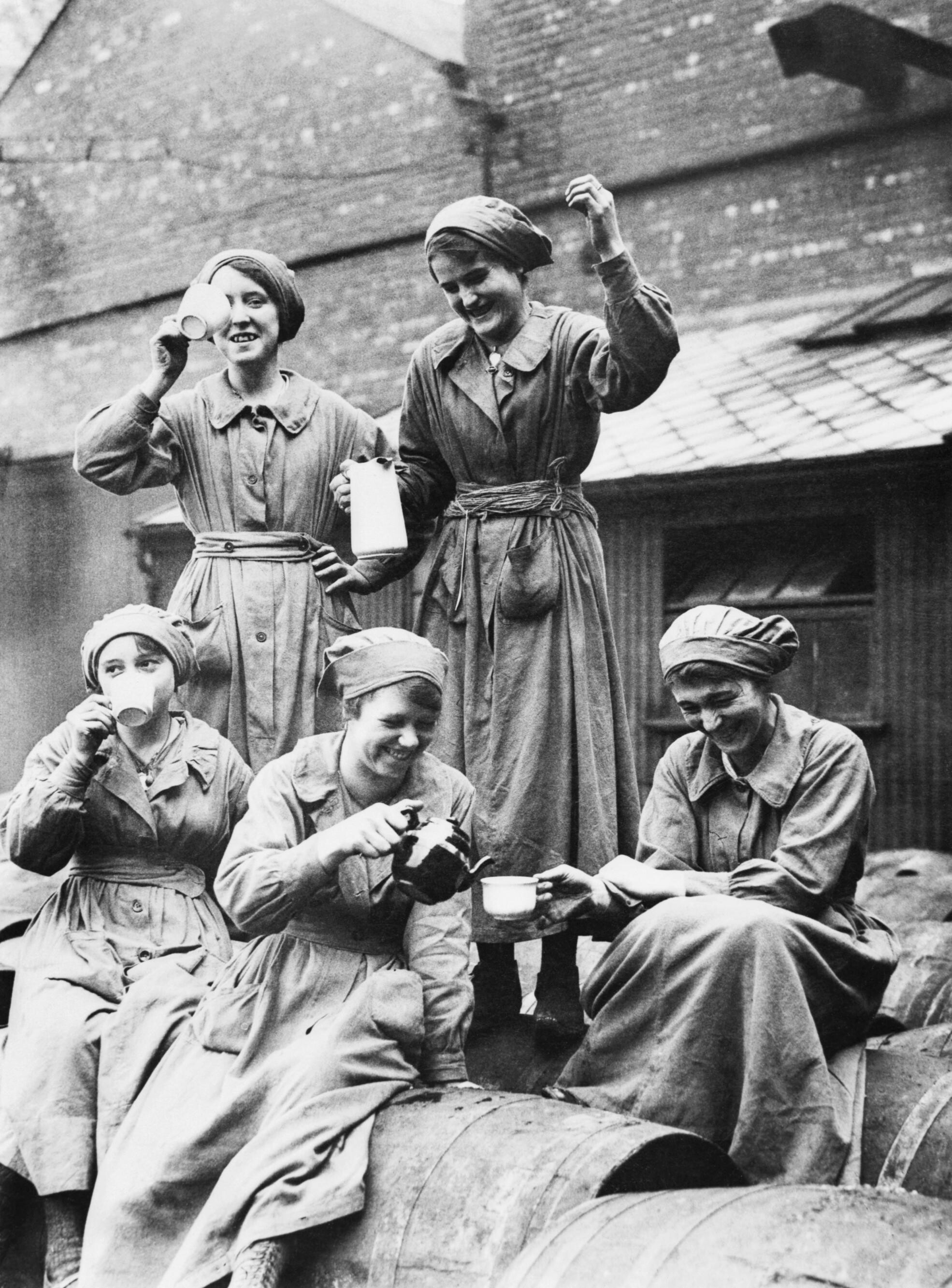
Trabajadoras de fábrica británicos en Manchester disfrutando de una pausa para el té durante la Segunda Guerra Mundial I

El origen de la pausa para el té, tal y como ahora está incorporado en la legislación de la mayoría de los países, proviene de una investigación realizada en Inglaterra a principios del siglo XX. AF Stanley Kent, graduado de Oxford y primer profesor de Fisiología en el University College de Bristol, realizó una investigación científica sobre la fatiga industrial a petición del Ministerio del Interior (Reino Unido). Este trabajo siguió al Congreso Internacional de Higiene y Demografía celebrado en Bruselas en 1903, donde se aprobó la resolución de que «los diversos gobiernos deberían facilitar en la medida de lo posible la investigación sobre el tema de la fatiga industrial». Esto se debió a su notoria influencia en la incidencia de accidentes y enfermedades excesivas. También se mencionó la monotonía del trabajo y el efecto del alcohol sobre la actividad muscular y la fatiga mental. La pausa para el té surgió como resultado directo de este trabajo.
Cuando el ministro del Interior envió a Kent a detener la producción de municiones de guerra como prueba para evaluar el efecto de una pausa para el té sobre la productividad, el gerente de la fábrica se negó con el argumento de que tenía un cronograma de producción que debía cumplir. Ante este desafío, Kent mostró la carta del Ministro del Interior y observó que, de ser necesario, llamaría a la policía para arrestar al gerente que se negaba a cumplir las órdenes. Los resultados del estudio de Kent fueron presentados a ambas Cámaras del Parlamento el 17 de agosto de 1915 en un "Informe provisional sobre la fatiga industrial por métodos fisiológicos". Fue la primera vez que el gobierno poseía y operaba fábricas y, por lo tanto, tenía derecho a intervenir en sus métodos operativos. El 16 de agosto de 1916, Kent, al presentarse nuevamente ante ambas Cámaras del Parlamento, leyó de su "Libro azul" que, durante su investigación, había sido «posible obtener información sobre... [asuntos] tales como la necesidad de proporcionar comedores en las fábricas de municiones, la cuestión de la alimentación adecuada de los trabajadores de fábrica, la provisión de alojamiento en las fábricas para cambiarse y secarse los zapatos y la ropa, y el uso adecuado de los aparatos provistos para ventilar los talleres». 

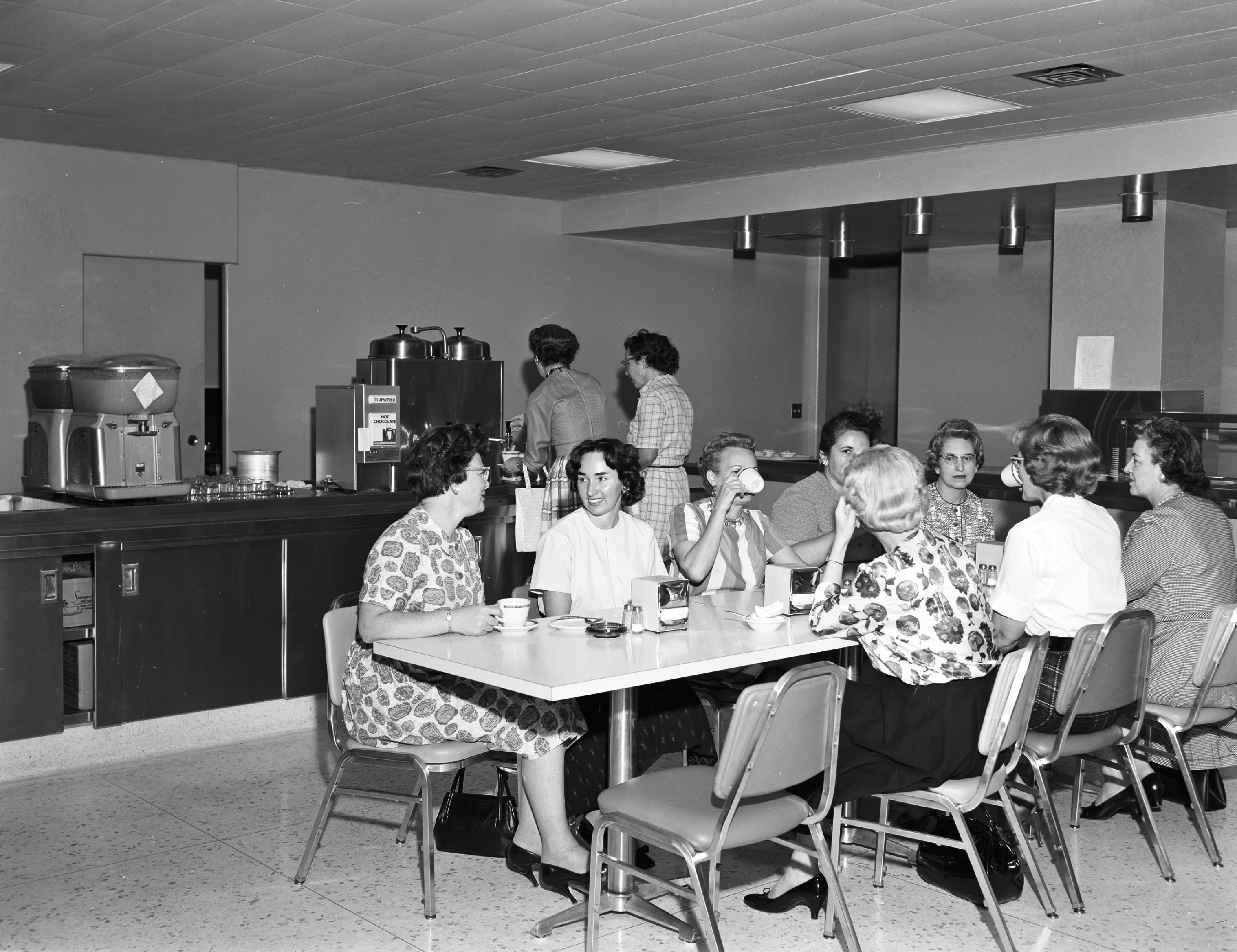
Empleados de la ciudad de Seattle tomando un café en la década de 1960

Se dice que la pausa para el café se originó a finales del siglo XIX en Stoughton, Wisconsin, entre las esposas de inmigrantes noruegos. La ciudad celebra esto cada año con el Stoughton Coffee Break Festival.  La primera empresa que incorporó oficialmente la pausa para el café para los trabajadores fue Larkin Soap Company o Barcolo Company, ambas ubicadas en Buffalo, Nueva York. No está claro cuál fue la primera, pero ambas establecieron la pausa para el café para los empleados de manera regular, tanto por la mañana como por la tarde, en 1902.
En 1951, la revista Time señaló que «desde la guerra, la pausa para el café se ha incluido en los contratos sindicales».  La expresión se difundió posteriormente a través de una campaña publicitaria de la Oficina Panamericana del Café de 1952 que instaba a los consumidores a «Date una pausa para el café – y obtén lo que el café te da». John B. Watson, un psicólogo conductual que trabajó con Maxwell House más adelante en su carrera, ayudó a popularizar las pausas para el café dentro de la cultura estadounidense.

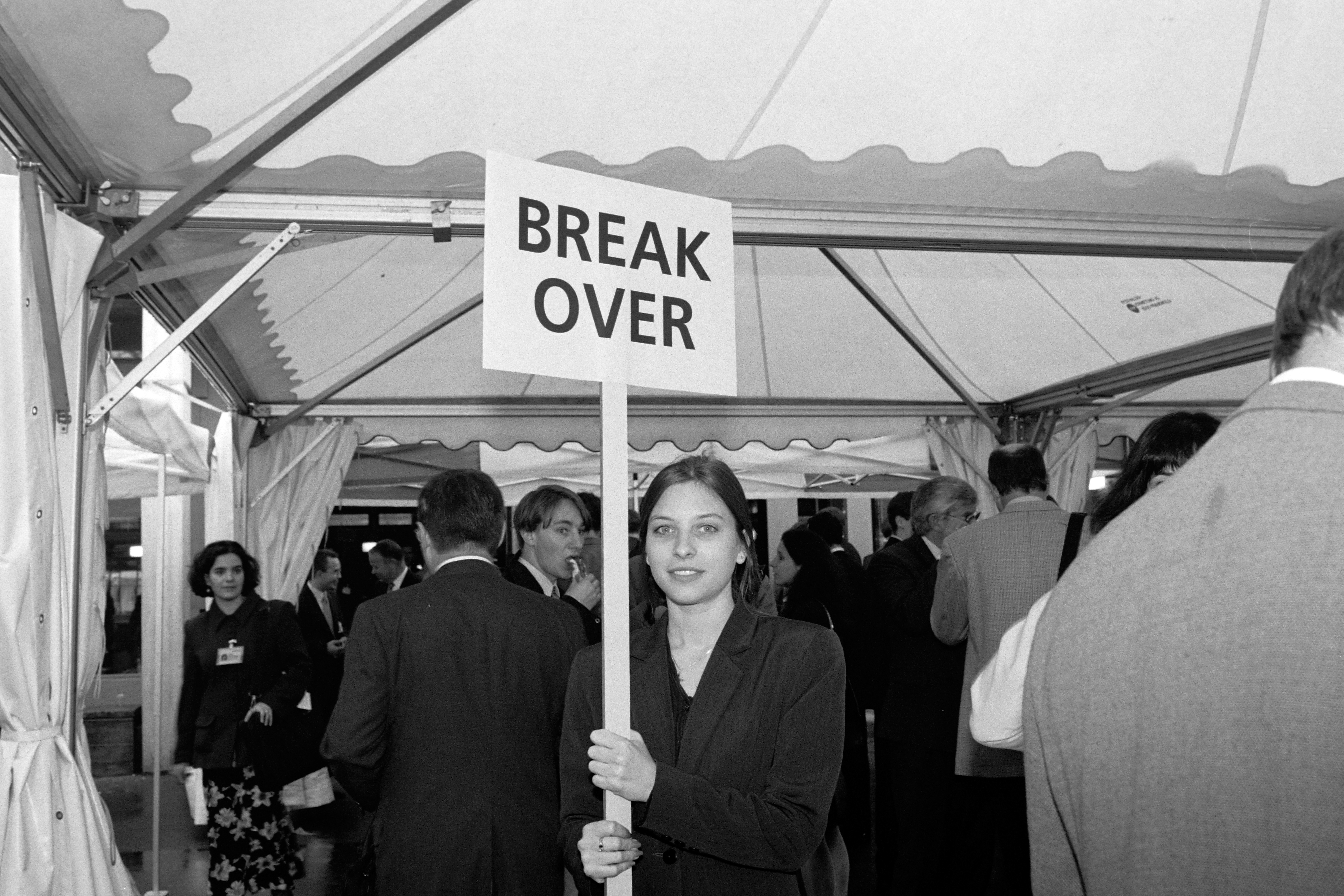
Una mujer con un cartel de "Break over" en el Simposio de San Galo, 1996

Las pausas para el café suelen durar entre 10 y 20 minutos y con frecuencia ocurren al final del primer tercio del turno de trabajo. En algunas empresas y algunos servicios públicos, la pausa para el café puede observarse formalmente a una hora determinada. En algunos lugares, un "carrito" con bebidas frías y calientes, pasteles, panes y bollería llega a la misma hora por la mañana y por la tarde. Un empleador puede contratar un servicio de catering externo para el servicio diario o los descansos para tomar café pueden tener lugar fuera del área de trabajo real en una cafetería o salón de té designado.
De manera más general, la frase "pausa para el café" también ha llegado a denotar cualquier pausa en el trabajo.

## Pausas para tentempiés
Las pausas para un tentempié (snack breaks) suelen ser más cortas que las pausas para comer o para almorzar, y permiten que un empleado tome un refrigerio rápido o satisfaga otras necesidades personales. Otros tipos de descansos similares incluyen pausas para ir al baño y para fumar, pero la nomenclatura estándar en los EE. UU. es snack break. Estas pausas también son obligatorias en California: de 10 a 15 minutos por cada 3,5 horas trabajadas. Otros estados de EE. UU. tienen leyes similares, aunque no la mayoría no. Algunos empleadores permiten a los empleados interrumpir su trabajo por períodos cortos en cualquier momento para atender estas necesidades.

## Pausas para fumar

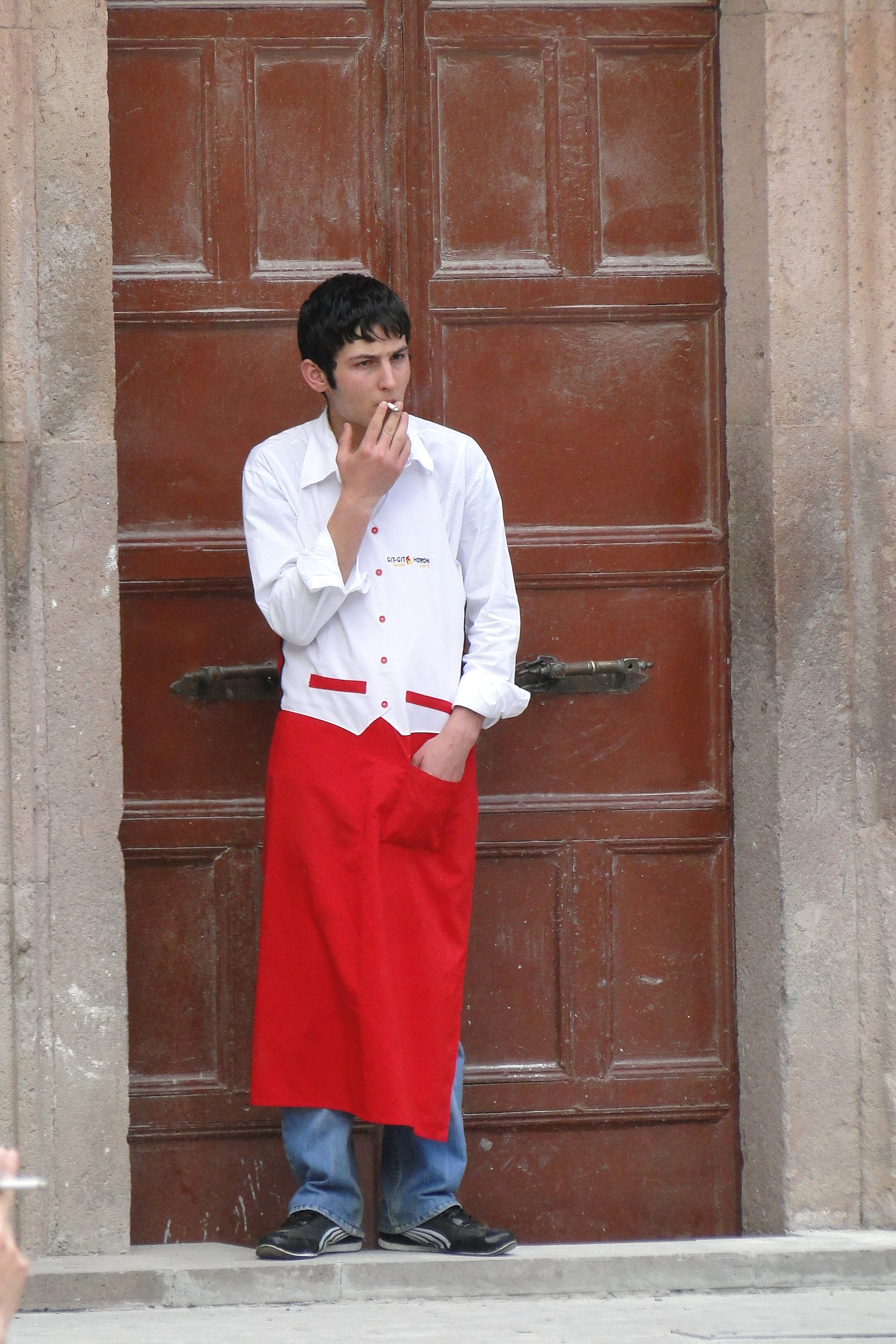
Un camarero en Turquía se toma un descanso para fumar fuera de su lugar de trabajo.

Muchas empresas en el siglo XXI no permiten fumar en sus instalaciones (por política propia o porque lo prohíben las leyes nacionales o locales), aunque algunos empleadores permiten a los trabajadores salir de las instalaciones para fumar. Algunas jurisdicciones tienen leyes que prohíben fumar en un lugar cerrado donde trabajan otras personas. 
Las pausas para fumar pueden tener diferentes duraciones, pero suelen durar menos que las pausas para almorzar. Pueden estar reconocidas formalmente o permitirse informalmente. 
Algunos empleadores son muy estrictos con el hábito de fumar. Una crítica a las pausas para fumar es que los no fumadores no se benefician de ellas. Sin embargo, en algunos entornos laborales se aceptan las pausas para fumar y a veces se consideran una buena manera de establecer contactos con colegas.
Muchos empleadores no ofrecen pausas para fumar como tales, sino que muchos simplemente ofrecen pausas mínimas para turnos más cortos y es una elección personal del empleado si sale a fumar en ese corto período de tiempo o no.
Algunos empleadores pueden incluso proporcionar áreas designadas al aire libre para el personal que desee fumar; a menudo su política sobre fumar incluye el uso de cigarrillos electrónicos.

## Descansos de los conductores de vehículos
Los conductores de autobús y los de camiones de mercancías peligrosas están obligados por la normativa vigente en algunos países a descansar cada cierto tiempo. Por ejemplo, en España un conductor de autobús debe descansar al menos 45 minutos cada 4 horas y media de conducción. Si bien estos tiempos pueden verse como análogos a las pausas, su finalidad es diferente. No se trata tanto del bienestar del trabajador como de la seguridad de los pasajeros y del tráfico.